# Anca Todoniová
Anca Alexia Todoniová (* 10. října 2004 Temešvár) je rumunská profesionální tenistka. V sérii WTA 125 vybojovala tři singlové trofeje. V rámci okruhu ITF získala pět titulů ve dvouhře a čtyři ve čtyřhře.
Na žebříčku WTA byla ve dvouhře nejvýše klasifikována v březnu 2025 na 83. místě a ve čtyřhře v lednu téhož roku na 275. místě. Trénuje ji krajan Artemon Apostu-Efremov.
V rumunském týmu Billie Jean King Cupu debutovala v roce 2023 kraljevskou světovou baráží proti Srbsku, v níž za rozhodnutého stavu přispěla k výhře Rumunek 4–0 na zápasy ve čtyřhře s Monicou Niculescuovou. Do dubna 2025 v soutěži nastoupila k jedinému mezistátnímu utkání s bilancí 0–0 ve dvouhře a 1–0 ve čtyřhře.

## Tenisová kariéra
V hlavní soutěži okruhu WTA Tour debutovala jako 19letá únorovým Transylvania Open 2024 v Kluži. Z pozice 230. hráčky žebříčku obdržela od pořadatelů divokou kartu. Na úvod však podlehla kvalifikantce Erice Andrejevové z počátku druhé světové stovky. První zápas ve dvouhře tak vyhrála během dubnového Copa Colsanitas 2024 po zvládnuté kvalifikaci, v jejímž závěru vyřadila Varvaru Lepčenkovou. Na úvod bogotské hlavní soutěže otočila průběh s Italkou Lucrezií Stefaniniovou, která získala úvodní set. Poté však nestačila na pozdější kolumbijskou vítězku Camilu Osoriovou z deváté desítky klasifikace.

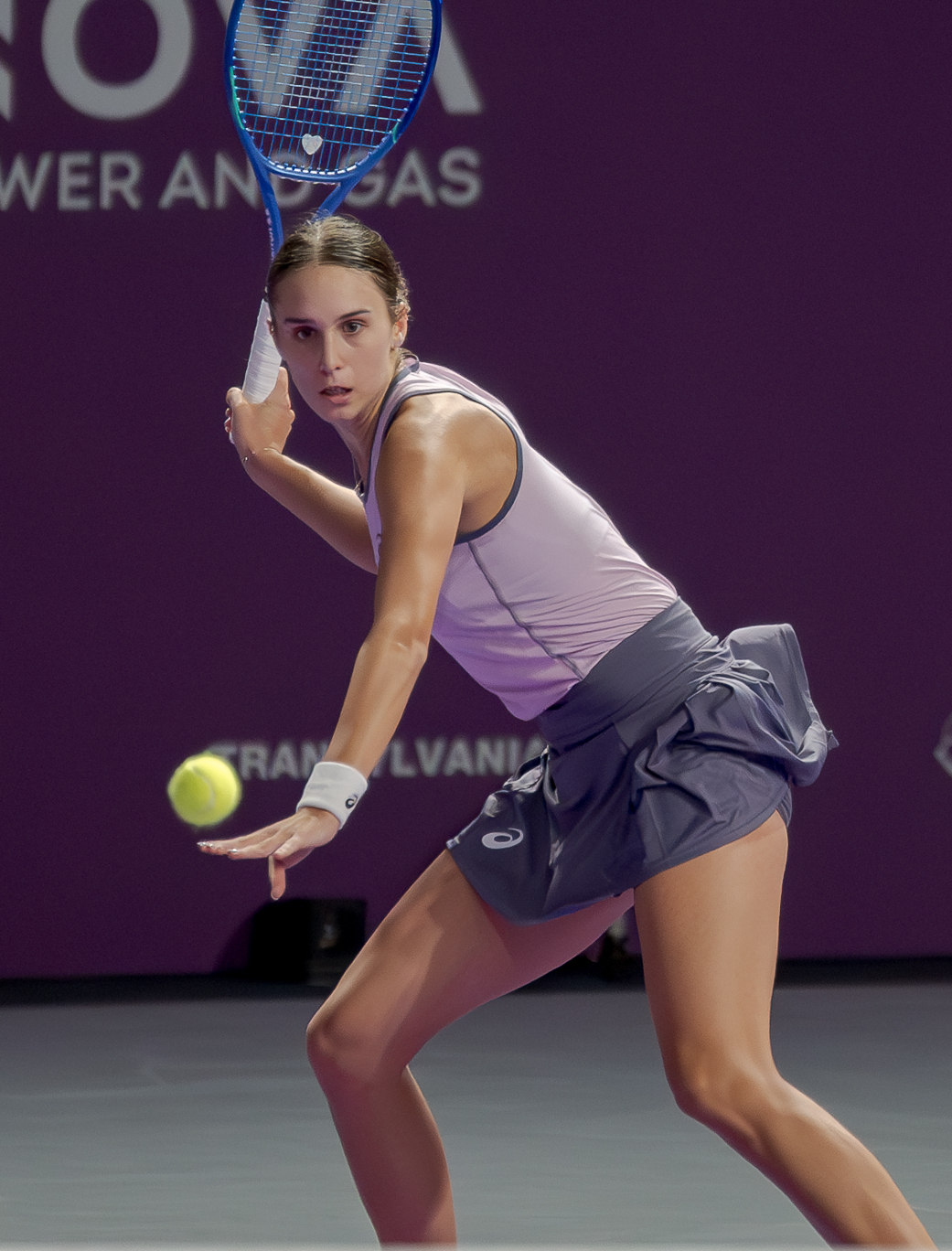
Forhend v kvalifikaci Transylvania Open 2025

Do hlavní grandslamové soutěže poprvé zasáhla v singlu Wimbledonu 2024 po průchodu tříkolovou kvalifikací. Na londýnském majoru vkročila poprvé v životě na travnatý dvorec. Především díky tvrdému podání si ve druhém kole kvalifikace poradila s Australankou Kimberly Birrellovou a v jejím závěru přehrála Španělku Nurii Párrizas Díazovou. Jako jedna ze šesti teenagerek wimbledonské dvouhry na úvod oplatila čerstvou porážku z kvalifikace French Open šťastné poražené Srbce Olze Danilovićové. Ve druhé fázi získala na dvorci č. 1 jen tři gamy na světovou dvojku Coco Gauffovou. Danilovičová jí porážku vrátila ve druhém kole červencového Iași Open 2024 v Jasech. Časnou porážku v třísetové bitvě kvalifikace US Open 2024 utržila od Japonky Nao Hibinové.
V sezóně 2024 vyhrála první dva turnaje na okruhu WTA 125. Do finále prvního z nich, Open delle Puglie v Bari, prošla přes Němku Evu Lysovou a nejvýše nasazenou, padesátou devátou tenistku světa, Nadiu Podoroskou. V závěrečném klání porazila Maďarku Pannu Udvardyovou z poloviny druhé stovky žebříčku. Od stavu gamů 4–4 získala osm zbylých her zápasu. Po skončení debutovala v Top 150, když ji 10. června 2024, patřilo 136. místo klasifikace. Druhou trofej v této úrovni tenisu přidala na listopadovém Bolivia Open 2024 v Santa Cruz. Ve formě hrající Rumunka uštědřila čtyřem z pěti soupeřek „kanára“, set v poměru 6–0, včetně čtvrtfinále proti turnajové dvojce Chloé Paquetové, semifinále s pátou nasazenou Darjou Semeņistajovou a finále proti Kolumbijce Emilianě Arangové.
Po průchodu kvalifikací vstoupila do dvouhry Brisbane International 2025 výhrou nad Španělkou Cristinou Bucșovou, než ji stopku vystavila světová šestadvacítka Linda Nosková ve dvou setech. Premiérovou účast na melbournském grandslamu, Australian Open 2025, si zajistila vítězstvím v kvalifikačním kole nad Lepčenkovou. Ve dvouhře však nenašla recept na čínskou světovou pětku Čeng Čchin-wen, s níž úvodní set prohrála až v tiebreaku. Lepčenková jí lednovou porážku vrátila na úvod březnové kvalifikace BNP Paribas Open 2025 v Indian Wells. Po skončení kalifornské tisícovky debutovala ve 20 letech v první světové stovce žebříčku, když 17. března 2025 vystoupala na 100. příčku.

## Finále série WTA 125

### Dvouhra: 3 (3–0)
| Legenda       |
| ------------- |
| WTA 125 (3–0) |

| Stav    | č. | datum       | turnaj              | povrch | soupeřka ve finále     | výsledek      |
| ------- | -- | ----------- | ------------------- | ------ | ---------------------- | ------------- |
| Vítězka | 1. | červen 2024 | Bari, Itálie        | antuka | Panna Udvardyová       | 6–4, 6–0      |
| Vítězka | 2. | říjen 2024  | Santa Cruz, Bolívie | antuka | Emiliana Arangová      | 7–6(7–5), 6–0 |
| Vítězka | 3. | březen 2025 | Antalya, Turecko    | antuka | Leyre Romero Gormazová | 6–3, 6–2      |

## Tituly na okruhu ITF
| Kategorie okruhu ITF | Kategorie okruhu ITF |
| -------------------- | -------------------- |
| Turnaje W100         | Turnaje W80          |
| Turnaje W75/W60      | Turnaje W50/W40      |
| Turnaje W35/W25      | Turnaje W15/W10      |

### Dvouhra (5 titulů)
| Č. | datum       | turnaj                   | kategorie | povrch | poražená finalistka     | výsledek      |
| -- | ----------- | ------------------------ | --------- | ------ | ----------------------- | ------------- |
| 1. | říjen 2022  | Antalya, Turecko         | W15       | antuka | Patricia Maria Țigová   | 6–2, 7–6(4)   |
| 2. | červen 2023 | Kranjska Gora, Slovinsko | W15       | antuka | Paula Cembranosová      | 6–1, 6–2      |
| 3. | červen 2023 | Bukurešť, Rumunsko       | W15       | antuka | Ștefania Bojicová       | 6–4, 6–0      |
| 4. | srpen 2023  | Osijek, Chorvatsko       | W25       | antuka | Lina Gjorčeská          | 6–4, 6–3      |
| 5. | srpen 2023  | Bistrița, Rumunsko       | W25       | antuka | Lucija Ćirić Bagarićová | 7–5, 1–6, 6–2 |

### Čtyřhra (4 tituly)
| Č. | datum       | turnaj                   | kategorie | povrch | spoluhráčka         | poražené finalistky                | výsledek            |
| -- | ----------- | ------------------------ | --------- | ------ | ------------------- | ---------------------------------- | ------------------- |
| 1. | březen 2023 | Heraklion, Řecko         | W15       | antuka | Patricija Paukštytė | Šavit Kimčiová Nina Vargová        | 6–3, 6–7(7), [10–5] |
| 2. | červen 2023 | Kranjska Gora, Slovinsko | W15       | antuka | Katerina Tsygourová | Paula Cembranosová Liisa Varulová  | 6–1, 6–0            |
| 3. | říjen 2023  | Heraklion, Řecko         | W25       | antuka | Ilinca Amarieiová   | Melanie Klaffnerová Sinja Krausová | 6–0, 5–7, [10-1]    |
| 4. | červen 2024 | Troisdorf, Německo       | W50       | antuka | Raluca Șerbanová    | Chiara Schollová Yana Mordergerová | 6–0, 6–3            |